# Sproat Lake Park
Sproat Lake Park är en park i Kanada.   Den ligger i provinsen British Columbia, i den sydvästra delen av landet, 3 700 km väster om huvudstaden Ottawa. Sproat Lake Park ligger 60 meter över havet. Den ligger vid sjön Sproat Lake.
Terrängen runt Sproat Lake Park är varierad. Närmaste större samhälle är Port Alberni, 10,6 km sydost om Sproat Lake Park.
I omgivningarna runt Sproat Lake Park växer i huvudsak blandskog. Runt Sproat Lake Park är det mycket glesbefolkat, med 3 invånare per kvadratkilometer.